# 燕尾形 (旗帜学)

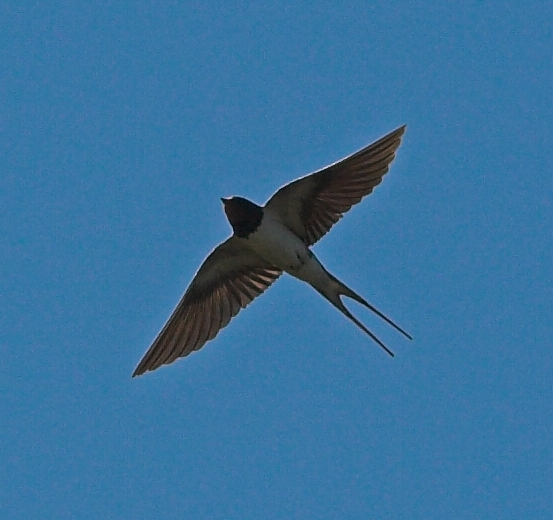
飛翔的家燕，注意其尾巴的形狀

在旗幟學中，燕尾形意指在一般長方形旗幟的右邊進行V字形的剪切，使其以兩個斜三角形結尾。其名稱來燕科的尾翼。

## 图例

國際信號旗"A"
波蘭海軍旗
德國軍艦旗
中国少年先锋队中队旗
日本皇后旗

## 變體

### 平底V字形
在斯堪的納維亞很常見，燕尾旗的中間有一個十字，使V字切口的底部變為平底。
|  |  |

### 帶舌頭的燕尾形
也常見於北歐國家，在兩條燕尾中間加上了第三條尾巴("舌頭")。
|  |  |  |  |

### 三角燕尾形
這種形狀的燕尾旗主要出現在美國俄亥俄州，多用於船用或身份識別以及國際信號旗。其造型即為帶燕尾的三角旗。
|  |  |  |

### 小型燕尾旗
小型燕尾旗一般使用於軍隊或特殊組織的交通工具（包括馬）上。軍隊用小型燕尾旗最早被歐洲的騎兵所使用，比如德國的騎兵團曾使用一種輕騎兵小型燕尾旗，其V字形切口的邊緣是弧形的。
|  |  |